# TIM Nordeste
TIM Nordeste (Tele Nordeste Celular) était une entreprise de téléphonie mobile opérant dans la bande A des États de Alagoas, Pernambuco, Paraíba, Rio Grande do Norte, Ceará et Piauí . La société a ensuite été achetée par TIM et regroupée avec d'autres opérateurs pour former TIM Brasil .